# Роата Мађори (Кунео)
Роата Мађори је насеље у Италији у округу Кунео, региону Пијемонт.
Према процени из 2011. у насељу је живело 30 становника. Насеље се налази на надморској висини од 570 м.